# Rúben Vinagre
Rúben Gonçalo da Silva Nascimento Vinagre (Charneca de Caparica, 9 de abril de 1999) é um futebolista português que atua como lateral-esquerdo. Atualmente joga no Légia Varsóvia.

## Carreira
Rúben Vinagre começou a carreira no AS Monaco.
A 31 de julho de 2018, foi agraciado com a Medalha da Ordem do Mérito.

## Títulos
Wolverhampton
- EFL Championship: 2017–18[4]

### Prêmios individuais
- Equipe do torneio do Campeonato Europeu Sub-17 de 2016[5]